# Карбонаро, Маргерита
Маргерита Карбонаро (итал. Margherita Carbonaro; род. 15 июня 1964, Милан) — итальянская переводчица.
Родилась Окончила отделение итальянской филологии Миланского университета (1991), стажировалась также в Мэрилендском университете и в Институте русского языка имени А. С. Пушкина в Москве. В 1996—1999 гг. работала редактором в издательстве Mondadori, с 1999 г. занимается только литературным трудом. Переводила на итальянский язык немецкую литературу, в том числе произведения Томаса Манна, Макса Фриша, Герты Мюллер, Инго Шульце. В 2012 г. опубликовала книгу документальной прозы «Жизнь здесь» (итал. La vita è qui, нем. Das Leben ist hier — двуязычное итальянско-немецкое издание), посвящённую 50-летию массового приезда итальянских гастарбайтеров на завод Volkswagen в Вольфсбурге.
В 2015 году обратилась к переводу латышской литературы, будучи отчасти латышкой по происхождению: дед переводчицы Артурс Озолс в 1944 году бежал из Латвии в Швецию. Перевела романы Зигмунда Скуиня «Домино телесного цвета» (2017), Норы Икстена «Молоко матери» (2018), Регины Эзера «Колодец» (2019) и «Человеку нужна собака» (2022), а также книгу для детей Юриса Звиргздыня «Муфа. История африканского белого носорога» (название итальянского издания «Носорог спешит на помощь», итал. Rinoceronte alla riscossa), вошедшую в 2021 году в тройку финалистов итальянской премии «Девочки и мальчики» (итал. Ragazze e Ragazzi) — детского раздела Премии Стрега. За пропаганду латышской литературы в Италии в 2018 году была удостоена премии «Серебряная чернильница» Международного дома писателей и переводчиков в Вентспилсе, а в 2022 г. — Ежегодной Латвийской литературной премии. В 2023 году награждена Почётной грамотой Кабинета Министров Латвии.